# Pelagueya Shain
Pelagueya Fiódorovna Shain (en ruso: Пелагея Фёдоровна Шайн; 19 de abril de 1894 - 27 de agosto de 1956) fue una astrónoma rusa y soviética. Sus descubrimientos astronómicos se acreditan bajo el nombre de Shajn por el Minor Planet Center.
Pelagueya Shain nació en 1894 en una familia campesina en el pueblo de Ostanin, distrito Solikamsky, en la provincia de Perm. Pelagueya Shain era la esposa de Grigori Shain, también astrónomo ruso. Su nombre de soltera era Sánnikova (Санникова). Ella siguió los cursos Bestúzhev.
Pelagueya Shain codescubrió el cometa periódico 61P/Shajn-Schaldach. Sin embargo, el cometa no periódico C/1925F1 (Shajn-Comas Solá), también conocido como cometa 1925VI o 1925a Comet, fue codescubierto por su marido y no por ella.
También descubrieron varios asteroides y 150 estrellas variables. 
| (1112) Polonia      | 15 de agosto de 1928     |
| (1113) Katja        | 15 de agosto de 1928     |
| (1120) Cannonia     | 11 de septiembre de 1928 |
| (1121) Natascha     | 11 de septiembre de 1928 |
| (1369) Ostanina     | 27 de agosto de 1935     |
| (1387) Kama         | 27 de agosto de 1935     |
| (1390) Abastumani   | 3 de octubre de 1935     |
| (1475) Yalta        | 21 de septiembre de 1935 |
| (1610) Mirnaya      | 11 de septiembre de 1928 |
| (1648) Shajna       | 5 de septiembre de 1935  |
| (1654) Bojeva       | 8 de octubre de 1931     |
| (1735) ITA          | 10 de septiembre de 1948 |
| (1954) Koukarkine   | 15 de agosto de 1952     |
| (1987) Kaplan       | 11 de septiembre de 1952 |
| (2108) Otto Schmidt | 4 de octubre de 1948     |
| (2445) Blazhko      | 3 de octubre de 1935     |
| (3080) Moisseiev    | 3 de octubre de 1935     |
| (3958) Komendantov  | 10 de octubre de 1953    |
| (5533) Bagrov       | 21 de septiembre de 1935 |